# کریس جریکو
کریستوفر کیت ایروین (انگلیسی: Christopher Keith Irvine؛ زادهٔ ۹ نوامبر ۱۹۷۰) معروف به کریس جریکو (به انگلیسی: Chris Jericho) یک کشتی کج کار حرفه ای، خواننده، تولیدکننده پادکست، نویسنده، بازیگر و کارآفرین آمریکایی-کانادایی است. او در نیویورک یک کشتی کج کار بزرگ و خوانندهٔ موفق گروه فازی می‌باشد. او هم‌اکنون با کمپانی اِی ای دابلیو قرارداد دارد. جریکو بیشتر به دلیل کار با کمپانی بزرگ دبلیودبلیوئی بین سالهای ۱۹۹۹ تا ۲۰۱۸ شناخته شده‌است. وی به دلیل شخصیت برتری که دارد و همچنین اینکه یک راک استار مشهور است، توسط روزنامه نگاران و کارشناسان به عنوان یکی از بزرگ‌ترین کشتی‌گیران حرفه ای در تمام دوران‌ها معرفی شده‌است. 
او در کمپانی اِی ای دابلیو با نام مستعار کریس جریکو کشتی می‌گیرد و یکی از بزرگان یک دهه گذشته این کمپانی است. در طول دهه ۱۹۹۰ جریکو برای کمپانی‌های آمریکایی Extreme Championship Wrestling (ECW) و World Championship Wrestling (WCW) و همچنین در کشورهایی مانند کانادا، ژاپن و مکزیک کشتی گرفته‌است.
در سال ۲۰۰۱ و در رویداد ونجنس، جریکو توانست دِ راک و استون کلد استیو آستین را در یک شب شکست دهد و هر دو کمربند جهانی را بدست آورد. او اولین قهرمان همزمان کمربند WWF و کمربند مسابقات جهانی سنگین‌وزن WCW (که پس از آن به عنوان قهرمانی جهان نامیده شد) می‌باشد. او توانسته‌است در مدت حضور خود در کمپانی دبلیودبلیوئی ۶ بار قهرمانی جهان و همین‌طور رکورد ۹ بار قهرمانی کمربند بین قاره‌ای را بدست آورد. او همچنین، دو بار قهرمان کمربند یونایتد استیس نیز شده‌است. او همچنین به همراه کسانی مانند اج، کریستین و کریس بنوا، کمربندهای تگ تیم را به دست آورده‌است. او در کل، صاحب ۳۱ قهرمانی شده که با این رکورد، تنها کشتی‌گیر مردی است که در دهه اخیر تمامی کمربندهای ممکن را بدست آورده‌است. جریکو در حال حاضر در کمپانی اِی ای‌دبلیو (AEW) مشغول به کار است و اولین قهرمان کمربند جهانی این کمپانی نیز می‌باشد.

## حرفهکشتی

### سال‌های آغازین (۱۹۹۶–۱۹۹۰)
کریس در سن نوزده سالگی به مدرسه کشتی برادران هارت رفت و در روز اول با لنس استورم آشنا شد. ۲ ماه بعد، آماده بود تا در نمایش‌های آزاد شرکت کند و اولین بازی خود را در ۲ اکتبر ۱۹۹۰ با یک مساوی در برابر استورم آغاز کرد، سپس به همراه او، تگ تیم تشکیل داد. او در همان زمان، نام جریکو را از آلبوم گروه هالووین به نام "والز آو جریکو" یا "Walls of Jericho" برای خود انتخاب کرد. در آن زمان او برای پیشرفت خود، به همراه استورم و همین‌طور آدام کُپلند "ادج", جیسون رِسو "کریستیَن" و ریکی گرین "راینو" همسفر شد. پس از آن، جریکو به همراه استورم به ژاپن رفت و در آنجا دوست دیگری به نام تری فوجی که او هم، از شاگردان استو هارت بود پیدا کرد.
در زمستان سال ۹۲ به مکزیک رفت و با نام‌های لئون دِ اُرُ و کروزان دِ لئون، کشتی گرفت و برای کمپانی‌های کوچک از جمله CMLL کار کرد. به گفته خود او، این تجربه‌ای خوب برای او در کار کردن میان مردم بود. او همین‌طور به مدت ۶ هفته، به آلمان رفت، خود او آن ۶ هفته را به تحصیل شباهت می‌دهد: «هر شب، یک مکان یک گروه تماشاگر… و این مثل تحصیل کردن بود و به خاطر تغییراتی که هر بار باید تو بازی‌ها به وجود میاوردیم، خیلی تجربه به دست آوردم». پس از آن، او دوباره مدتی به ژاپن رفت و اولین قهرمانی تگ تیم خود را بدست آورد. در سال ۱۹۹۴ او دوباره به دوست خود استورم در گروهی به نام جویندگان در ایالت تنسی آمریکا هیجان ملحق شد و تا سال ۹۵ به کار خود در کنار او ادامه داد. او باری دیگر به ژاپن رفت و آنجا کار کرد، ولی این بار به ژاپن رفتن، باعث پیشرفت او شد.

### حضور در «ای سی دبلیو» (۱۹۹۶)
در سال ۱۹۹۶ با توصیه‌هایی که کریس بنوا و پری ساترن به پائول هیمن کردند، و پس از این که میک فولی ویدئوی مبارزهٔ جریکو با اولتیمو دراگون که خود دیده بود را به پائول هیمن داد، جریکو کار در ای سی دبلیو یا همان ECW را آغاز کرد و در آن مدت، دو بار قهرمانی تلویزیونی ای سی دبلیو را برد. در آن مدت، او با امسال سابو، راب ون دام، تَز و میک فولی کشتی گرفت. در همان زمان بود که او توجه کمپانی بزرگ کشتی به نام WCW را به خود جلب کرد. به گفته خود او پائول هیمن فقط ۲ ثانیه بعد از ملاقات با او پیشنهاد کار در WCW را به جریکو داد.

### دوران "دبلیو سی دبلیو

#### قهرمانی سبک‌وزن (۱۹۹۸–۱۹۹۶)
در ۲۶ اوت سال ۱۹۹۶، جریکو برای اولین بار در WCW حضور پیدا کرد و در ۱۵ سپتامبر، اولین حضور خود در پی-پر-ویو را در مبارزه‌ای در برابر کریس بنوا تجربه کرد. در ژانویه سال ۱۹۹۷ کمپانی ای سی دبلیو با یک کمپانی نو پای ژاپن قرار داد بست و در نتیجه جریکو بار دیگر راهی ژاپن شد و شخصیت سوپر لیگر را که ماسک داشت برای خود آغاز کرد، ولی حمایتی از شخصیت او نشد و او ماسک را کنار گذاشت و ۶ ماه در ژاپن کشتی گرفت. پس از ۶ ماه به کمپانی اصلی خود بازگشت و در ۲۸ ژوئن "سیکس" را شکست داد و اولین قهرمانی سبک‌وزن خود را صاحب شد. او بار دیگر در ۱۲ اوت سال ۱۹۹۷ با شکست دادن الکس رایت قهرمانی سبک‌وزن را ازآن خود کرد.
جریکو کار خود را در WCW به عنوان یک شخصیت منفور یا HEEL شروع کرد، مدت زیادی طول نکشید تا جریکو برای بار سوم این قهرمانی را با یک پیروزی در برابر ری میستریو در پی پر ویو "سولد آوت" بدست آورد بعد ار این که او را مجبور به تسلیم شدن در برابر حرکت معروف خود "لاین تیمر" که بعداً به "والز آو جریکو" معروف شد کرد. بعد از بازی جریکو به میستریو حمله کرد و به زانوی او با یک جعبه ابزار آسیب زد و میستریو را به حالت داستانی ۶ ماه از کشتی دور کرد. بعد از آن جریکو مدت کوتاهی به رقابت با یوونتد گورِرا پرداخت. در این مدت گوررا دفعات بیشمار جریکو را دعوت به مبارزه بر سر قهرمانی او کرد ولی جریکو پیشنهاد او را رد می‌کرد. نهایتاً او را در "سوپر براول ۷ " در یک بازی ماسک در برابر قهرمانی شکست داد و برای همیشه ماسک را از او گرفت. بعد از آن جریکو به یک کلکسیونر شبیه شد و از هر کدام از حریفان خود وسیله‌ای می‌گرفت، مانند هدبند دیسکو اینفرنو.

### حضوردر دبلیو دبلیو اف و دبلیو دبلیوئی (۲۰۰۵–۱۹۹۹)
کریس جریکو بعد از مدت کوتاهی کار در یک کمپانی ژاپنی در سال ۱۹۹۹به کمپانی wwf پیوست و لقب y2j را برای خود انتخاب کرد. وی در ابتدا با راک درگیر شد. وی در آرماگدون ۲۰۰۰ موفق به شکست کین در یک مسابقه لست من استندینگ شد. از مهم‌ترین افتخارات وی می‌توان به کسب هر دو کمربند در ونجنس ۲۰۰۱ اشاره کرد که در یک شب راک و استون کلد را شکست داد و در رویال رامبل ۲۰۰۲ از کمربند خود در برابر راک دفاع کرد در نو وی اوت ۲۰۰۲ از قهرمانی خود برابر استیو استین دفاع کرد اما تایتل‌های خود را در رسلمنیا ۱۸ به تریپل اچ باخت. بعد از این جریکو وارد درگیری با شان مایکلز شد. در رویال رامبل زمانی که مایکلز به عنوان نفر اول وارد شد و بعد از او جریکو از پشت وارد شد و با صندلی شان را زد و او را حذف کرد و در اواسط مبارزه‌شان مایکلز دخالت کرد و جریکو حذف شد تا نهایتاً این دو در سال ۲۰۰۳ و در رسلمنیا ۱۹ در مقابل هم قرار گرفتند که جریکو شکست خورد و بعد از مسابقه با مایکلز دست داد این آغازی بود بر فیس شدن جریکو بود. جریکو مدتی نیز با کریسچن درگیر بود این دو در رسلمنیا ۲۰ به مصاف هم رفتند که کریس شکست خورد اما در ماه بعد یعنی در پی پی وی بکلش کریس انتقام خود را از وی گرفت. یکبار دیگر در آنفورگیون در مسابقه لدر مچ کریس جریکو و کریسچن بر سر کمربند بین قاره‌ای به مصاف هم فتند که جریکو پیروز شد از مهم‌ترین درگیری‌های وی می‌توان به بازی با جان سینا اشاره کرد که در سامراسلم سال ۲۰۰۵ این دو به مصاف هم رفتند که بازنده باید کمپانی را ترک می‌کرد که جریکو شکست خورد و از کمپانی خارج شد.

### بازگشت به کشتی کج و قهرمانی (۲۰۰۸–۲۰۰۷)
کریس جریکو بعد از یک سال و نیم غیبت در سال ۲۰۰۷ و در یکی از اجراها به مسابقات بازگشت و با رندی اورتن درگیر شد تا بتواند تایتل قهرمانی دبلیودبلیوئی را از آن خود کند این دو در پی پی وی آرماگدون به مصاف هم رفتند و جریکو در حالی که در آستانه پیروزی قرار داشت با دخالت جی بی ال با دیسکوالیفای پیروز شد اما کمربند نزد اورتن باقی‌ماند. بعد از این این دو در رویال رامبل ۲۰۰۸ به مصاف هم رفتند که جریکو در آن مسابقه با صندلی ضربه‌ای به جی بی ال زد و جی بی ال با دیسکالیفه پیروز مسابقه شد. جریکو پس از درگیری با جی بی ال به سراغ جف هاردی رفت و موفق شد با شکست هاردی قهرمان کمربند بین قاره‌ای شود. جریکو سپس بعد از مدتی کمربند خود را در پی پی وی نایت اف چمپیونز به کوفی کینگستون باخت. سپس جریکو در پی پی وی آنفورگین توانست قهرمان سنگین‌وزن جهان شود اما در ماه بعد تایتل خود را به باتیستا در پی پی وی سایبر ساندی باخت ولی در راء شب بعد در یک مسابقه استیل کیج مچ موفق شد کمربند را از باتیستا پس بگیرد اما در ماه بعد و در پی پی وی سوروایر سریز تایتل را به جان سینا باخت و در پی پی وی آرماگدون هم در پس گرفتن تایتل ناموفق بود. جریکو در این سال موفق شد عنوان بهترین سوپر استار سال را از آن خود کند.

### درگیری با اسطوره‌ها و قهرمانی بین قاره‌ای، تگ تیم و سنگین‌وزن (۲۰۱۰–۲۰۰۹)
جریکو در سال ۲۰۰۹ در مسابقه‌ای در راء به مصاف کوفی گینگستون رفت که در صورت پیروزی می‌توانست به مسابقه مانی این دبنک در رسلمنیا راه یابد. جریکو در حالی که در آستانه پیروزی بود با دخالت ریک فلر شکست خورد و نتوانست جواز حضور در رسلمنیا را پیدا کند.
سپس او ریک فلیر را به یک مسابقه در راء هفته بعد دعوت کرد اما ریک فلیر اعلام کرد که دیگر بازنشسته است و قصد کشتی گرفتن را ندارد و به جای خود سه اسطوره کمپانی یعنی جیمی اسنوکا - راودی رودی پایپر و ریکی استیمبوت را باخود به درون رینگ برد و جریکو از رینگ فرار کرد سپس مسابقهٔ هندیکپ مچ بین سه لجند کمپانی در برابر جریکو در رسلمانیا ۲۵ ثبت شد که کریس در آن مسابقه پیروز شد.
سپس در ماه بعد و در پی پی وی بکلش جریکو به مصاف ریکی استیمبوت رفت و موفق به شکست وی شد. کریس بعد از آن با ری میستریو بر سر تصاحب کمربند اینتر کانتینتال درگیر شد این دو در جادجمنت دی به مصاف هم رفتند که جریکو در تصاحب کمربند ناموفق بود. جریکو باری دیگر شانس خود را در اکستریم رولز امتحان کرد و موفق به کسب این کمربند شد.
در ماه بعد جریکو در آمریکن دِ بش کمربند خود را به ری باخت اما در همان شب در یک مسابقه تگ تیم با ادج شرکت کرد و این دو موفق شدند قهرمان تگ تیم شوند با شکست تگ تیم‌های لگاسی و کارلیتو-پریمو.
بعد از این قهرمانی ادج مصدوم شد و جریکو بیگشو را به عنوان تگ تیم خود انتخاب کرد و این دو در نایت اف چمپیونز گروه لگاسی، در سامراسلم کرایم تایم، در بریکینگ پوینت ام وی پی-مارک هنری و در هل این ا سل باتیستا - ری میستریو را شکست دادند.
همچنین در پی پی وی براگینگ رایتز جریکو به عنوان کاپیتان تیم اسمکدان حضور داشت و موفق شد با پین کردن کوفی کینگستون از تیم راء به کمک بیگ شو که او هم عضو تیم راء بود تیم اسکمدان را پیروز آن مسابقه و صاحب جام براگینگ رایتز کند.
جریکو و بیگشو در آخرین پی پی وی سال ۲۰۰۹ تی ال سی تایتل‌های خود را به دی اکس باختند در سال ۲۰۱۰ کریس جریکو در رویال رامبل شرکت کرد و به عنوان نفر ۲۸ وارد رینگ شد و بعد از او ادج به عنوان نفر بیست و نهم بعد از چند ماه مصدومیت وارد شد و کریس جریکو را حذف کرد و برنده رویال رامبل شد جریکو در ماه بعد و در پی پی وی الیمینیشن چمبر توانست قهرمان سنگین‌وزن شود و ادج که برنده رویال رامبل شده بود جریکو را در رسلمنیا چلنج کرد که در آن بازی کریس موفق به حفظ تایتل شد اما در اسمکدان همان هفته تایتل خود را به جک سواگر که از فرصت مانی این د بنک خود استفاده کرد باخت و سپس در اکستریم رولز و در یک مسابقه استیل کیج از ادج شکست خورد و در ماه بعد جریکو به همراه میز در اور دلیمیت به مصاف تایسون کید و دیوید هارت اسمیت برای کسب قهرمانی تگ تیم رفتند اما شکست خوردند.
جریکو در پی پی وی فیتال فور وی در برابر اون بورن قرار گرفت و شکست خورد اما فردای آن پی پی وی در راو جریکو درخواست ریمچ کرد و موفق به پیروزی شد. در پی پی وی مانی این د بنک جریکو موفق به کسب مانی این دبنک راو نشد. جریکو در سامراسلم در مسابقه تیم راء در برابر نکسوز قرار گرفت و حذف شد.
در پی پ ی وی نایت آف چمپیونز جریکو در یک مسابقه حذفی شش نفره برای کسب قهرمانی wwe در برابر شیمس (قهرمان کمربند) اورتن-ادج- وید برت و سینا قرار گرفت و خیلی زود توسط اورتن حذف شد. جریکو در راو ۲۷ سپتامبر در مسابقه‌ای به مصاف رندی اورتن رفت و با دیسکوالیفای شکست خورد و پس از بازی با دریافت اسکول کیک از رندی مصدوم شد و قراردادش با دبلیو دبلیو ای به اتمام رسید.

### بازگشت به کشتی کج و درگیریهای مختلف (۲۰۱۲)
بعد از یک سال و سه ماه کریس جریکو در اولین راو سال ۲۰۱۲ در تاریخ ۲ ژانویه به مسابقات بازگشت و در اولین حضورش با چهره‌ای فیس به مسابقات بازگشت و بدون اینکه صحبتی کند رینگ را ترک کرد. در راو هفته بعد دوباره جریکو به رینگ آمد و بدون اینکه صحبتی کند رینگ را ترک کرد. در هفته بعد در یک مسابقه تگ تیم جریکو با دنیل برایان و سی ام پانک تیم شد و در برابر دولف زیگلر مارک هنری و دیوید اوتانگا قرار گرفت پس از اینکه پانک با وی تگ کرد جریکو به رینگ آمد و بدون اینکه مبارزه کند با برایان تگ کرد و سالن را ترک کرد در هفته بعد در راو جریکو به رینگ آمد و ویدئویی از کریر خود در سال‌های گذشته را پخش کرد سپس خود را پیروز رویال رامبل دانست در پی پی وی رویال رامبل جریکو به عنوان نفر ۲۹ وارد رینگ شد و دویوید اوتانگا و سپس رندی اورتن را حذف کرد و با شیمس به عنوان دو نفر آخر باقی‌ماندند در آخر جریکو حذف شد و شیمس برنده رویال رامبل شد. در راو فردای رویال رامبل زمانی که سی ام پانک قهرمان کمربند دبلیو دبلیو ای در حال مبارزه با دنیل برایان قهرمان سنگین‌وزن بود جریکو در مسابقه دخالت کرد و باعث شد بازی به نفع برایان دیسکوالیفای شود. سپس وی در راء هفته بعد دلیل حمله خود به پانک را عنوان بهترین در جهان خود نامید و گفت پانک این لقب را دزدیده‌است و او به این دلیل به مسابقات بازگشته است سپس سی ام پانک به رینگ آمد و بدون اینکه صحبتی کند تایتل خود را بالا گرفت و با لبخند به بیرون رفت جریکو به پانک گفت که چرا صحبت نمی‌کند. در همان شب و در یک مسابقه شش نفره بین کسانی که در الیمینیشن چمبر حاضر بودند برنده می‌توانست به عنوان نفر آخر در الیمینیشن چمبر حاضر شود در آن بازی جریکو با پین کردن دولف زیگلر برنده شد و موفق شد جواز حضور به عنوان ششمین نفر را پیدا کند. در راو هفته بعد یک کنفرانس بین اعضای حاضر در الیمینیشن چمبر برگزار شد در آن کنفرانس جریکو به پانک گفت که تو تایتلت را از دست خواهی داد. سپس جری کینگ لاور اعلام کرد که جریکو باید با کوفی کینگستون مسابقه دهد جریکو قبل از آغاز مسابقه یک ترامبل پارادایس از کوفی دریافت کرد ولی در مسابقه بین جریکو و کینگستون جریکو موفق به پیروزی شد. بالاخره پی پی وی الیمینیشن چمبر فرا رسید در آن مسابقه جریکو به عنوان نفر آخر از چمبر خارج شد و موفق به حذف دلف زیگر و کوفی کینگستون شد بعد از حذف کوفی کینگستون جریکو به کوفی حمله کرد و او را از قفس بیرون انداخت امادر برگشت یک ضربه از پانک دریافت کرد و از قفس بیرون افتاد و به دلیل مصدومیت نتوانست به آن مسابقه برگردد و سی ام پانک برنده چمبر شد و عنوان خود را حفظ کرد. در راء فردای الیمینیشن چمبر به تاریخ ۲۰ فوریه یک بتل رویال ۱۰ نفره برای تعیین حریف پانک در رسلمنیا برگزار شد در آن بازی جریکو کوفی کینگستون را حذف کرد سپس وی با بیگ شو به عنوان دو نفر آخر باقی‌ماندند و جریکو با حذف بیگ شو موفق شد حریف پانک در رسلمنیا ۲۸ برای کسب کمربند قهرمانی wwe شود. در راو هفته بعد جریکو به پانک بعد از مسابقه اش با دنیل برایان حمله کرد و سابمیشن والز اف جریکو خود را روی او اجرا کرد زیرا پانک گفت که من در رسلمنیا از تایتل خود دفاع می‌کنم و بعد از مسابقه می‌گویم بهترین در جهان من هستم. در راء هفته بعد جریکو با دنیل برایان تگ تیم شد و در برابر شیمس و پانک قرار گرفتند. در آن مسابقه جریکو سی ام پانک را پین کرد و موفق به پیروزی شد. بعد از مسابقه تایتل پانک را برداشت و بالای سر خود برد تا به پانک بگوید که او پیروز مسابقه در رسلمنیا خواهد بود. در اسمکدان هفته بعد جریکو با شیمس مسابقه داد و موفق شد بازی را با قانون کانت اوت و با دخالت دنیل برایان پیروز شود بعد از مسابقه جریکو در حال خوشحالی بود که یک بروگ کیک از شیمس دریافت کرد. در اسمکدان قبل از رسلمنیا جریکو در برابر کوفی کینگستون قرار گرفت و موفق به پیروزی شد. بالاخره بعد از مدتی درگیری مسابقه جریکو با پانک در رسلمنیا ۲۸ فر رسید و جریکو در این مسابقه از سی ام پانک شکست خورد. بعد از رسلمنیا جریکو به درگیری خود باادامه داد و در راء قبل از اکستریم رولز موفق به شکست کوفی کینگستون شد پی پی وی اکستریم رولز آغاز شد و جریکو یکبار دیگر شانس خود را برای مسابقه بر سر کمربند دبلیو دبلیو ای امتحان کرد اینبار نوع مسابقه استریت فایت بود (مبارزه خیابانی) که دو کشتی‌گیر می‌توانستند از هر وسیله‌ای استفاده کنند اینبار هم جریکو شکست خورد فردای پی پی وی اکستریم رولرز در راء جریکو موفق شد با کانت اونت بیگشو را شکست دهد اما با توجه به پیروزی دمیز در همان تایم برابر سانتینو مارلا جریکو نتوانست حریف پانک شود و این دنیل برایان بود که با پیروزی برابر جری لالر تایم بهتری به دست آورد و حریف پانک دراور دلیمیت شد هفته بعد در راء در یک مسابقه تگ تیم جریکو و دلریو موفق به شکست شیمس و اورتن شدند با پین جریکو روی شیمس و سپس مسابقه‌ای فیتال فور وی بین این چهار کشتی‌گیر در پی پی وی اور د لیمیت بر سر کمربند قهرمانی سنگین‌وزن ثبت شد در اسمکدان همان مسابقه تگ تیم راء تکرار شد که با درگیری چهار کشتی‌گیر بی‌نتیجه ماند در مین اونت همان روز جریکو با دخالت دلریو برابر شیمس با دیسکولوفایل پیروز شد. در راء هفته بعد جریکو با دخالت شیمس با دیسکولوفایل برابر اورتن پیروز شد بالاخره پی پی وی اوردلیمیت فرا رسید و جریکو با وجود عملکرد خوب در نهایت توسط شیمس پین شد و نتوانست قهرمان سنگین‌وزن جهان شود. در راء فردای پی پی وی جریکو در حین مسابقه اورتن با دلریو به اورتن حمله کرد و باعث پیروزی اورتن با دیسکولوفایل شد. بعد از یک ماه محرومیت جریکو در حین صحبتهای سینا وارد رینگ شد و در مورد مانی این دبنک صحبت کرد ضمناً جریکو به همراه سینا. بیگ شو و کین برای لدرمچ راء درمانی این دبنک انتخاب شدند این دو همان شب در راء با هم مسابقه دادند و بازی با دخالت بیگ شو به نفع سینا دیسکولوفایل شد. در راء هفته بعد جریکو با برایان تگ تیم شد و به مصاف سینا و پانک رفت که این بازی نیمه تمام ماند. در راء هفته بعد جریکو همراه با بیگ شو در یک مسابقه تگ تیم به مصاف سینا و کین رفتند و با دیسکولوفایل شکست خوردند. در اسمکدان همان هفته جریکو به مصاف شیمس رفت و شکست خورد. در پی پی وی مانی این دبنک جریکو موفق به پیروزی نشد و این سینا بود که پیروز شد. در راء فردای پی پی وی جریکو با زیگر درگیر شد و به او کود بریکر زد. در راء هفته بعد جریکو با زیگر و دلریو تگ تیم شد و به مصاف شیمس. سین کارا و ری میستریو رفتند که جریکو با ضربه‌ای که از زیگر دریافت کرد از شیمس بروگ کیک خورد و پین شد. در راء هفته بعد جریکو تبدیل به چهره‌ای فیس شد و با کریسچن تگ تیم شد و در برابر میز و زیگر قرار گرفتند که جریکو با پین کردن میز تیم خود را پیروز کرد. جریکو در اسمکدان همان هفته با کریسچن وکین تگ تیم شد و به مصاف برایان. دمیز. زیگلرو برایان رفتند که جریکو توسط برایان پین شد و شکست خوردند درگیری جریکو با زیگلر ادامه یافت در راء دو هفته بعد جریکو دریک مسابقه تریپل ترت به مصافه زیگلر و دمیز رفت که جریو توسط زیگلر پین شد و شکست خورد در اسمکدان همان هفته جریکو در بک استیج توسط دولف زیگلر مصدوم شد اما به مصاف دلریو رفت و با دخالت زیگلر شکست خورد. و در سامر اسلم توانست زیگلر را شکست دهد. اما در راء بعد از سامر اسلم مسابقه با زیگلر سر این که اگر زیگلر شکست بخورد چمدان مانی این دبنک را بدست و اگر جریکو باخت قرارداد جریکو پایان یابد. کریس جریکو در این مسابقه شکست خورد و قراردادش لغو شد.

### سومین بازگشت به کمپانی(۲۰۱۳)
کریس جریکو در رویال رامبل ۲۰۱۳ همهٔ طرفدارانش را با برگشتش خوشحال کرد. او به عنوان نفر دوم وارد رینگ شد و مسابقه را آغاز کرد. و علی‌رغم عملکرد خوبش به عنوان نفر ۲۵ از رینگ حذف شد. او با امضای قراردادی مجدداً به جمع سوپر استارهای این کمپانی بازگشته است. در راو فردای پی پی وی رویال رامبل جریکو که توسط دولف زیگلر حذف شده بود با او تگ تیم شد و در برابر تیم هل نو (کین و دنیل برایان) قرار گرفتند که جریکو با ترک مسابقه باعث شکست دولف زیگلر شد تا درگیری این دو از سال گذشته ادامه پیدا کند. در راو هفتهٔ بعد جریکو در برابر سی ام پانک قرار گرفت و با وجود مبارزه خوب شکست خورد. در راو هفته بعد کریس جریکو برای حضور در پی پی وی الیمینیشن چمبر و در چمبر اسمکدان در برابر دنیل برایان قرار گرفت و با شکست برایان موفق شد به مسابقه الیمینیشن چمبر برای انتخابی کمربند سنگین‌وزن راه پیدا کند. در اسمکدان همان هفته جریکو در برابر بیگشو قرار گرفت و شکست خورد. در پی پی وی الیمینیشن چمبر جریکو به عنوان نفر آخر وارد شد و کار را با دنیل برایان آغاز کرد در نهایت جریکو به عنوان نفر چهارم توسط رندی اورتن حذف شد. در راو فردای پی پی وی الیمینیشن چمبر جریکو به همراه شیمس و رایبک در برابر گروه شیلد قرار گرفتند اما شکت خوردند. بعد از دوهفته غیبت جریکو در راو در برابر دمیز قرار گرفت که برنده می‌توانست برای کسب کمربند اینترکانتینتال به مصاف ویدبرت برود اما مسابقه با دخالت وید برت بی‌نتیجه ماند. در اسمکدان همان هفته جریکو به مصاف جک سواگر رفت و شکست خورد. در راو هفته بعد مسابقه‌ای سه نفره بین جریکو و میز و وید برت بر سر کمربند اینترکانتینتال برگزار شد اما جریکو شکست خورد. در اسمکدان همان هفته جریکو به مصاف سواگر رفت اما در این مسابقه فان دان گو دخالت کرد و جریکو شکست خورد و بعد از مسابقه به جریکو حمله کرد دلیل آن این بود که در راو جریکو نام فان دان گو را مسخره کرده بود. در راو همان هفته جریکو در حالی که فان دانگو درون رینگ بود به او حمله کرد سپس اعلام کرد که در رسلمیا ۲۹ در برابر فان دانگو قرار خواهد گرفت در همان شب جریکو با زیگلر مسابقه داد و موفق به پیروزی شد بعد از مسابقه فان دان گو به جریکو حمله کرد. در اسمکدان همان هفته جریکو در برابر وید برت قرار گرفت و موفق به پیروزی شد بعد از مسابقه باری دیگر نام فان دان گو را مسخره کرد و از او خواست وارد شود سپس فان دان گو وارد شد و جریکو از او خواست به درون رینگ برود اما فان دان گو وارد رینگ نشد. در راو هفته بعد جریکو در برابر آنتونیو سزارو قرار گرفت و پیروز شد بعد از مسابقه فان دان گو به جریکو حمله کرد. او در رسلمنیا ۲۹ با فان دان گو مسابقه داد و شکست خورد در راو فردای رسلمنیا زمانی که فان دان گو در حال مسابقه با کوفی کینگستون بود جریکو وارد شد و به فان دان گو حمله کرد در اسمکدان همان هفته جریکو در برابر دولف زیگلر قرار گرفت و شکست خورد بعد از مسابقه فان دان گو به جریکو حمله کرد. در پی پی وی و اکستریم رولز جریکو در برابر فان دانگو قرار گرفت و موفق شد فان دان گو را شکست دهد. در پی پر ویو pay backدر مقابل سی ام پانک قرار گرفت ولی بازی را باخت. در money in the bankدر مقابل رأی بک قرار گرفت و در این بازی هم باخت. جریکو در مسابقه‌ای در اسمکدان بر سر تصاحب کمربند اینترکانتینتال برابر کورتیس اکس قرار گرفت و شکست خورد بعد از مسابقه رایبک به جریکو حمله کرد جریکو بعد از این مسابقه با پایان قراردادش کمپانی را ترک کرد.

### چهارمین بازگشت به کمپانی(۲۰۱۴)
کریس جریکو بعد از یک سال دوری از مسابقات، در راو ۳۰ می‌به رینگ بازگشت و با میز که درون رینگ بود درگیر شد بعد که در این هنگام وایت فامیلی به درون رینگ آمدند و به جریکو حمله کردند در اسمکدان همان هفته در حالی که جریکو درون رینگ بود وایت فامیلی به او حمله کردند در راو هفته بعد جریکو برابر میز قرار گرفت و پیروز شد جریکو در راو بعد در برابر لوک هارپر قرار گرفت و به پیروزی رسید درگیری جریکو و بری وایت نهایتاً به پی پی وی بتل گرند رسید و جریکو موفق به پیروزی شد در پی پی وی سامراسلم یک بار دیگر جریکو و بری وایت در یک مسابقه فالز اف کانی ور در برابر یکدیگر قرار گرفتند که اینبار بری وایت به پیروزی رسید در راو بعد جریکو در یک مسابقه استیل کیج در برابر بری وایت قرار گرفت و شکست خورد بعد از این جریکو با اورتن درگیر شد و این دو در مسابقهای در پی پی وی نایت اف چمپیونز برابر هم قرار گرفتند و جریکو شکست خورد. چند ماه بعد دوباره به کمپانی بازگشت و د میز را زد در این هنگام خانواده وایتدخالت کردند و او را مورد ضرب و شتم قرار دادند. پس از این جریکو مصدوم شد.

### پنجمین بازگشت به کمپانی (۲۰۱۵)
او در شب قهرمانان (۲۰۱۵) در یک مسابقهٔ تگ تیم به همراهیرومن رینز و دین امبروز مصاف خانوادهٔ وایت رفت. و بعد از ان با عملکرد بدی که داشت توسط عضو جدید خانوادهٔ وایت یعنی براون استرومن ناک اوت شد. بعد از ان مورد انتقاد هم تیمی‌هایش قرار گرفت.

### ششمین بازگشت به کمپانی و قهرمانی کمربند یونایتد استیس (۲۰۱۷–۲۰۱۶)
کریس جریکو در اولین راو سال ۴ ژانویه در حین صحبتهای گروه نیودی که در حال تعریف از خود بودند وارد شد و بعد از مدت‌ها غیبت، همه را سورپرایز کرد سپس او گفت که برای کمک به بهتر شدن وضع کمپانی بازگشته است و به نیودی گفت شما فقط سه دلقک شاخ دار هستید
در راو هفته بعد ۱۱ ژانویه جریکو وارد شد و سپس نیودی وارد شدند جریکو مانند هفته قبل گفت برای بهتر شدن وضع کمپانی بازگشته است و قصد دارد برنده رویال رامبل شود و در مین اونت رسلمنیا قهرمان کمربند سنگین‌وزن دبلیو دبلیو ای شود نیودی گفتند آن‌ها ستاره‌های جدید کمپانی هستند و جریکو حوصله مردم را سر می‌برد سپس مسابقه‌ای بین گروه نیودی و اسوز شکل گرفت که جریکو جلوی دخالت یکی از اعضای نیودی زیوور وود در مسابقه را گرفت و اسوز برنده مسابقه شدند در راو هفته بعد شو جریکو برگزار شد و مهمانان شو لزنر رینز و شیمس بودند که در نهایت شو به درگیری کشید در رویال رامبل کریس جریکو به عنوان نفر ششم وارد شد و بعد از حذف کینگستون و مدتی طولانی که در رینگ بود سرانجام به دست دین آمبروز حذف شد در راو فردای پی پر ویو جریکو در مقابل ای جی استایلز قرار گرفت و شکست خورد بعد از بازی آن‌ها با هم دست دادند در اسمکدان همان هفته جریکو شویی داشت با حضور رینز و آمبروز که با ورود وایت فامیلی مسابقه‌ای بین آن‌ها ثبت شد که تیم جریکو رینز و آمبروز با دیسکولوفایل پیروز شدند در راو هفته بعد جریکو گفت منتظر بازی استایلز و میز در اسمکدان است. کریس جریکو و ای جی استایلز مدتی باهم تگ تیم شدند و موفق شدند در چند مسابقه به پیروزی برسند سرانجام این دو برای کمربند تگ تیم در برابر نیودی کوفی کینگستون و بیگ ای قرار گرفتند که با شکست جریکو و ای جی استایلز همراه شد پس از بازی ای جی استایلز به جریکو کمک کرد که بلند شود اما جریکو یک کودبریکر به استایلز زد درگیری کریس جریکو و ای جی استایلز ادامه یافت جریکو باری دیگراینبار در اسمکدان در مقابل ای جی استایلز قرار گرفت و موفق به پیروزی شد در هفته بعد جریکو دمیز را شکست داد و پس از بازی اعلام کرد در فست لین در برابر استایلز قرار خواهد گرفت تا اینکه این دو در پی پی وی فست لین در مقابل هم قرار گرفتند که با شکست جریکو همراه شد. درگیری کریس جریکو و استایلز ادامه یافت و اعلام شد این دو در رسلمنیا ۳۲ در مقابل هم قرار خواهند گرفت. سرانجام جریکو و استایلز در مسابقه ای زیبا در رسلمنیا در مقابل هم قرار گرفتند که در نهایت کریس جریکو موفق به پیروزی بر استایلز شد. دین امبروز درگیر شد که شکست خورد در پی پی وی کلش اف کلنز جریکو سمی زین را شکست داد جریکو پس از چند بار تلاش برای کسب کمربند یونایتد استیس سرانجام در یک مسابقهٔ هندیکپ متچ با کمک کوین اونز در راو پایان سال ۲۰۱۶ رومن رینز را شکست داد و قهرمان جدید این کمربند شد سپس از کمربندش در برابر سمی زین دفاع کرد رابطهٔ جریکو و کوین اونز بد شد و جریکو در رسلمنیا کمربند خود را برابر اونز از دست داد اما در پی پی وی پی بک ۲۰۱۷ موفق شد کمربند خود را به پس بگیرد ولی در اسمکدان پس از پی پی وی مجدداً از اونز شکست خورد و کمربند خود را از دست داد و سپس از کمپانی دبلیو دبلیو ای جدا شد.
جریکو در نوامبر ۲۰۱۷ به کمپانی njpw رفت و با کنی اومگا قهرمان کمپانی فیودش را آغاز کرد. سپس در مهم‌ترین رویداد کمپانی یعنی Wrestle Kingdom 12 رو در روی هم قرار گرفتند. جریکو به رغم عملکرد عالی در این مسابقه شکست خورد. البته او باز هم به wwe برگشت و در رویال رامبل عربستان هم مسابقه داد.
هم‌اکنون او در کمپانی aew مسابقه می‌دهد. و موفق شده‌است قهرمان کمربند ROH هم شود

## زندگی شخصی
اگرچه ایورین در جزیره لانگ (در همسایگی نیویورک) متولد شده اما در مانیتوبا بزرگ شد. وینس مک من حس کرد با معرفی کردن او به عنوان «متولد نیویورک»، طرفداران آمریکایی راحت‌تر او را می‌پذیرند.
پدر ایروین، بنام تد بازیکن سابق لیگ هاکی است. ایروین از همسرش جسیکا سه بچه دارد: پسری بنام اش ادوارد ایروین که متولد ۲۴ سپتامبر ۲۰۰۳ است. و دخترانی دوقلو بنام‌های سیرا لورتا ایروین و چین لی ایروین که در ۱۸ ژوئیه ۲۰۰۶ متولد شدند. ایروین ۴ خالکوبی دارد که دوتای آن‌ها روی دست چپش است. اولی نام همسرش است (جسیکا) که روی انگشت حلقه اش خالکوبی شده. دیگری حرف "F" به نمایندگی از نام گروه موسیقیش فوزی است که در پشت دستش است و درژوئن ۲۰۱۱ خالکوبی کرده. در ۱۲ سپتامبر ۲۰۱۲ او خالکوبی سومش را انجام داد و نماد هنری نام آلبوم موسیقی پنجمش بنام "گناه و استخوان" را روی بازوی چپش خالکوبی کرد. خالکوبی چهارم را هم در ۲۸ سپتامبر ۲۰۱۲ انجام داد که شکل یک کدوی نورانی بود. گروه «ام. شدو» خواننده گروه «اونجد سونفولد» که در آهنگ «سمباده» با فوزی همکاری کرد هم خالکوبی مثل این را روی بدنش انجام داد.
ایروین یک مسیحی است. در ۵ ژوئیه ۲۰۰۴، از طرف مانیتوبا جایزه‌ای بخاطر موفقیت در کشتی و کمک به بچه‌های فقیر دریافت کرد. این جایزه قبلاً به افرادی مثل مادر ترزا، جیمی کارتر، شهردار سایق شیکاگو و … داده شده بود.
در ۷ فوریه ۲۰۰۹، یک طرفدار بعد از شو به صورت ایروین تف کرد و او هم ظاهراً به او مشت زد. در هرحال در صحنه‌های فیلم، کاملاً مشخص است که ایروین با آن زن تماسی نداشته‌است. بعد از این ماجرا، پلیس ایروین و آن زن را بازداشت کرد ولی نهایتاً بی هیچ اتهامی هر دو را آزاد کرد. بعداً پلیس اعلام کرد آن‌ها هیچ‌کس را متهم نکردند چون «تشخیص اینکه چه کسی دیگری را تحریک و خشمگین کرد، سخت بود.»
در ۲۲ نوامبر ۲۰۹، در طول مسابقه ایروین (جریکو) با بیگ شو و آندرتیکر برای قهرمانی سنگین‌وزن، وقتی ایروین بیرون ار رینگ در حال کتک زدن به آندرتیکر بود، یک طرفدار در ردیف اول فریاد زد:" به تورونتو برگرد!" ایروین سریعاً جواب داد:" من از وینیپگ هستم احمق!" و به مسابقه ادامه داد. این جمله تبدیل به تکه کلامی در اینترنت شد و در ۲ فوریه ۲۰۱۴، در صفحه اصلی توییتر جریکو قرار گرفت.
در ۲۷ ژانویه ۲۰۱۰، ایروین و کشتی‌گیر دیگری بنام جورجی هلمز (هوریکین) در کنتاکی بعد از ترک کردن یک بار، دستگیر شدند. گزارش‌های پلیس بیان می‌کند هلمز به ایروین و دو مسافر در تاکسی مشت زده‌است.
از ژانویه ۲۰۱۲، ایروین با تیم تیبو و چیپر جونز جزء صاحبان کمپانی «تاسیسات آموزش ورزش ها» در تمپا شده‌اند. [�]

## در کشتی
- فینیشر
  - کد بریکر
  - والز اف جریکو (سابمیشن)
- مدیران او
  - چاینا
  - استفانی مک من
  - لنس کید
- نام‌های مستعار
  - شیردل
  - وای تو جی[۱۱]
  - آیت اله راک اند رول
  - پادشاه جهان[۱۱]

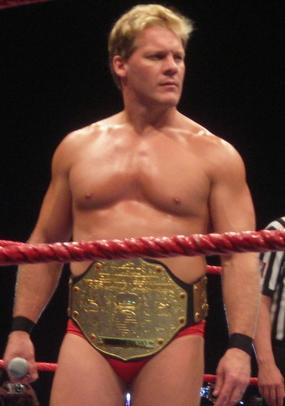
جریکو به عنوان قهرمان سنگین‌وزن در نوامبر ۲۰۰۸

  - بهترین در جهان در هر کاری که می‌کند.